# 618年
| 千纪： | 1千纪 |
| 世纪： | 6世纪 \| 7世纪 \| 8世纪 |
| 年代： | 580年代 \| 590年代 \| 600年代 \| 610年代 \| 620年代 \| 630年代 \| 640年代 |
| 年份： | 613年 \| 614年 \| 615年 \| 616年 \| 617年 \| 618年 \| 619年 \| 620年 \| 621年 \| 622年 \| 623年 |
| 纪年： | 戊寅年（虎年）；高昌义和五年；隋大业十四年，义宁二年；朱粲昌達元年；林士弘太平二年；窦建德丁丑二年，五凤元年；李密永平二年；刘武周天兴二年；梁師都永隆元年；郭子和正平二年； 薛举秦兴二年；萧铣鸣凤二年；唐武德元年；杨侗皇泰元年；宇文化及天壽元年；李轨安乐二年；高开道始兴元年；高昙晟法輪元年；新罗建福三十五年 |

## 大事记
- 中国
  - 1月12日——曹武徹舉兵反隋，建元通聖。
  - 4月11日——隋炀帝死于兵變。宇文化及立秦王楊浩為傀儡皇帝。
  - 6月18日——隋恭帝楊侑禪位李渊（唐高祖），建立唐朝，定都长安（今陕西西安市安南）。
  - 6月22日——王世充與元文都、盧楚等擁立越王楊侗為隋朝皇帝，史稱皇泰主。
  - 唐高祖李淵命裴寂等修订律令，十一月颁布“五十三条格”
  - 高曇晟自封大乘皇帝，建元法輪。
  - 梁師都稱帝，國號“梁”，建元永隆。
  - 高開道自立為燕王，改元始兴，以漁陽郡為國都，後歸附高曇晟，後反擊殺高曇晟並兼併其勢力，與竇建德合攻幽州總管羅藝。
  - 十一月，竇建德稱夏王，改元五鳳，都乐寿(河北献县)。
  - 郭子和歸附唐朝。
  - 唐朝將領劉文靜、殷開山等攻擊薛舉，但遭擊敗，薛舉欲趁勢進攻長安卻病逝，薛仁果繼任。
  - 七月瓦崗軍於黎陽擊潰自江都北上的宇文化及，但受到極大損傷。
  - 九月王世充趁虛擊潰瓦崗軍，單雄信歸附王世充，王伯當、李密投奔唐朝，同年起兵反唐。
  - 九月宇文化及杀杨浩称帝，國號「許」，年號天壽，隋朝覆亡。
  - 6月至11月淺水原之戰，唐朝李世民、劉文靜、殷開山率軍在淺水原（今陝西長武東北）擊敗隴西割據勢力薛舉、薛仁果，唐朝奪取隴西地方。
  - 十一月，李軌佔河西（今甘肅河西走廊）五郡之地，改稱涼帝。
  - 薩珊征服埃及。

### 中东及地中海地区
- 萨珊波斯将领沙赫尔巴拉兹率军攻击并占领东罗马帝国埃及省。

### 歐洲
- 古不列顛帝國開始侵占東歐地區其勢力向東方擴張。

## 各国领袖

### 非洲
- 阿克苏姆帝国 - Armah, 国王 (614–660)

### 美洲
- 玛雅 - 巴加尔二世, 帕伦克君主 (615–683)

### 亚洲
- 中国 -
  - 隋朝
    1. 隋炀帝, 中国皇帝 (604–618)
    2. 杨侑, 中国皇帝 (617–618)
    3. 杨浩, 中国皇帝 (618，宇文化及立)
    4. 杨侗, 中国皇帝 (618–619)

  - 主要割据势力：朱粲(楚帝615–619)，林士弘(楚帝616–622)，李密(魏公617–618)，刘武周(定杨可汗617–620)，梁师都(梁帝617–628)，郭子和(永乐王618)，薛举(西秦帝617–618)，薛仁杲(西秦帝618)，萧铣(梁帝617–621)，宇文化及(许帝618–619)，窦建德(夏王618–621)，李轨(凉帝618–619)，高开道(燕王618–624)
  - 唐朝 - 唐高祖 (李渊), 中国皇帝 (618–626)
- 突厥
  - 东突厥 - 始毕可汗 (609–619)
  - 西突厥 - 
    1. 射匮可汗 (611–618)
    2. 统叶护可汗 (618–630)
- 高昌 - 高昌义和王, 高昌王 (613–620)
- 吐谷浑 - 伏允, 可汗 (597–635)
- 日本 (飞鸟时代) - 推古天皇, 日本天皇 (593–628)
- 朝鲜半岛 (朝鲜三国) -
  - 百济 - 武王, 百济王 (600–641)
  - 高句丽 -
    1. 婴阳王, 高句丽王 (590–618)
    2. 荣留王, 高句丽王 (618–642)

  - 新罗 - 真平王, 新罗王 (579–632)
- 北印度 - 戒日王 (606–648)
- 遮娄其王朝 - 補羅稽舍二世（英语：Pulakesi II）, 遮娄其王朝君主 (609–642)

### 中东
- 波斯 - 霍斯劳二世, 波斯皇帝 (590–628)

### 欧洲
- 阿瓦尔 -
  - 库勃拉特（英语：Kubrat）, 阿瓦尔可汗 (617–665)
  - 欧嘉纳（英语：Organa）, 摄政 (617–630)
- 拜占庭帝国 - 希拉克略 (610–641)
- 法兰克王国 - 克洛塔爾二世, 法兰克墨洛温王朝国王 (613–629)
  - 阿基坦王国 - 查理贝尔特二世, 阿基坦国王 (629–632)
- 伦巴底王国 - 阿达罗尔德 (616–626)
- 英格兰 (七国时代) - 东盎格利亚, 不列颠的统治者（Bretwalda）
  - 东盎格利亚 - 雷德沃尔德 (593–624)
  - 埃塞克斯王国 - 西吉伯特一世（英语：Sigeberht I of Essex） (617–653)
  - 肯特王国 - 伊德鲍尔德（英语：Eadbald of Kent） (616–640)
  - 默西亚王国 -
  - 诺森布里亚 - 埃德温 (诺森布里亚), 诺森布里亚王(616–632)
  - 萨塞克斯王国 -
  - 韦塞克斯 - 西内吉尔斯, 韦塞克斯王 (611–643)
- 苏格兰
  - 达尔里阿达 - Eochaid Buide奥凯德, 达尔里阿达（Dál Riata）王 (608–629)
  - 斯特拉斯克莱德王国 - 内索恩（英语：Neithon of Strathclyde） (617–621)
- 西哥特王国 - - 希瑟布特（英语：Sisebur）(612–621)
- 威尔士 -
  - 格威尼德王国 - Cadfan ap Iago (613-c.625)

## 逝世
- 11月8日——羅馬教宗阿迪奧達特一世
- 4月11日——隋煬帝楊廣，隋朝第二位皇帝（569年出生）
- 高句麗嬰陽王
- 薛舉，隋朝末年割據勢力之一，號西秦霸王，薛仁果之父。
- 高曇晟，為麾下勢力高開道所殺。
- 楊浩，隋煬帝之姪，秦王楊俊之子，被宇文化及擁立為帝。
- 司馬德戡，隋朝武將，與宇文化及一同弒殺隋煬帝。